# ポール・ルドゥー

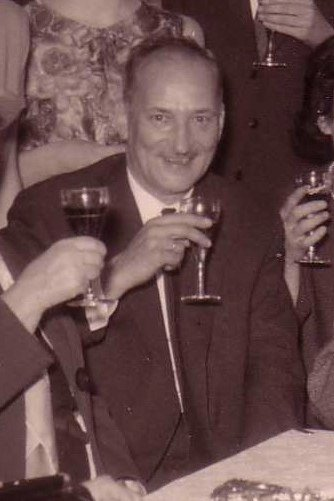
ポール・ルドゥー.

ポール・ルドゥー（Paul Joseph Ledoux、1914年8月8日 – 1988年）は、ベルギーの天体物理学者である。恒星の安定性に関する問題を研究した。
オスロの天体物理研究所、ストックホルム天文台、ヤーキス天文台などで働いた。1947年からリエージュ大学の助手、1959年に教授となった。Marcel Migeotteとともにリエージュ大学の天体物理研究所の評価を高めた。
1964年にフランキ賞、1972年に王立天文学会からエディントン・メダルを受賞した。